# Erbean
Erbean ist eine osttimoresische Aldeia im Suco Liurai (Verwaltungsamt Maubisse, Gemeinde Ainaro). 2015 lebten in der Aldeia 170 Menschen.

## Geographie und Einrichtungen
Die Aldeia Erbean liegt im Osten des Sucos Liurai. Südwestlich befindet sich die Aldeia Mau-Mude, westlich die Aldeia Bere-Tai und nördlich die Aldeia Hoho-Naro. Im Osten grenzt Erbean an den Suco Maubisse und im Südosten an den Suco Horai-Quic.
Die Besiedlung beschränkt sich auf die Ecken der Aldeia im Nordwesten und Nordosten sowie an der Grenze im Südosten. Dazwischen bildet das Zentrum der Aldeia ein Bergrücken, mit einer Höhe von über 2000 m. Kleine Straßen führen zu den Häusern im Nordosten und dem Ort Erbean im Nordwesten, dem größten Ort des Sucos, wo sich der Sitz des Sucos, eine Grundschule, ein Hospital und ein Friedhof befinden.